# Scott Houghton
Scott Aaron Houghton (Hitchin, 22 ottobre 1971) è un ex calciatore inglese, di ruolo centrocampista.

## Carriera

### Club
Dopo aver giocato nelle giovanili del Tottenham viene aggregato alla prima squadra dei londinesi, militante nella prima divisione inglese, nella stagione 1990-1991; il suo effettivo esordio tra i professionisti, all'età di 20 anni, avviene in effetti in questa stagione ma durante un prestito all'Ipswich Town, club con cui realizza una rete in 8 presenze in seconda divisione. Nella stagione 1991-1992 oltre a vincere il FA Charity Shield con il Tottenham realizza 2 reti in 10 presenze nella prima divisione inglese con gli Spurs, con i quali gioca inoltre anche 2 partite in Coppa di Lega e 2 partite in Coppa delle Coppe (in particolare, subentra dalla panchina nella partita del secondo turno vinta per 3-1 contro i portoghesi del Porto e nella partita dei quarti di finale pareggiata per 0-0 contro gli olandesi del Feyenoord); conclude poi la stagione con un nuovo prestito in seconda divisione, ai londinesi del Charlton, con i quali gioca altre 6 partite in questa categoria. Nella stagione 1992-1993 trascorre invece dei periodi in prestito al Cambridge Utd (in seconda divisione) ed al Gillingham (in quarta divisione), per poi proseguire la carriera giocando in seconda divisione con il Luton Town (13 presenze ed un gol in campionato) e, per un biennio, con il Walsall , prima in quarta divisione (con anche una promozione conquistata) e poi in terza divisione (78 presenze e 14 reti totali in incontri di campionato con la maglia dei Saddlers).
Tra il 1996 ed il 2000 gioca con Peterborough Utd e Southend Utd (che lo acquista prima per due volte in prestito e poi a titolo definitivo) tra terza e quarta divisione, sempre con un ruolo da titolare; tra il 2000 ed il 2002 mette invece a segno 6 reti in 42 presenze in quarta divisione con i londinesi del Leyton Orient. Si ritira poi nel 2002, all'età di 31 anni, dopo due brevi parentesi in quarta divisione all'Halifax Town (8 presenze senza reti) ed infine ai semiprofessionisti dello Stevenage.

### Nazionale
Nel 1991 ha partecipato ai Mondiali Under-20, giocandovi 3 partite, una delle quali da titolare.

## Palmarès

### Club

#### Competizioni nazionali
- Charity Shield: 1

Tottenham: 1991